# Critics' Choice Awards de 2021
O 26.º Critics' Choice Awards, ou a 26.ª edição dos Prêmios Critics' Choice (em inglêsː 26th Critics' Choice Awards), ocorreu em 7 de março de 2021, ocasião em que foram homenageadas as melhores realizações no cinema e na televisão em 2020. A cerimônia foi transmitida pela The CW, tendo Taye Diggs como apresentador pela terceira vez consecutiva. As nomeações para séries de televisão foram anunciadas em 18 de janeiro, enquanto as nomeações para filmes foram anunciadas em 8 de fevereiro. Mank liderou as indicações para o cinema com um total de 12, seguido por Minari, com 10. The Crown e Ozark lideraram as indicações para a televisão, com 6 cada. No total, Netflix recebeu um recorde de 72 indicações, o máximo para qualquer estúdio ou rede de televisão.

## Indicados e vencedores

### Cinema
| Melhor Filme - Nomadland - Da 5 Bloods - Ma Rainey's Black Bottom - Mank - Minari - News of the World - One Night in Miami... - Promising Young Woman - Sound of Metal - The Trial of the Chicago 7 | Melhor Direção - Chloé Zhao – Nomadland - Aaron Sorkin – The Trial of the Chicago 7 - David Fincher – Mank - Emerald Fennell – Promising Young Woman - Lee Isaac Chung – Minari - Regina King – One Night in Miami... - Spike Lee – Da 5 Bloods |
| Melhor Ator - Chadwick Boseman como Levee Green – Ma Rainey's Black Bottom - Anthony Hopkins como Anthony – The Father - Gary Oldman como Herman J. Mankiewicz – Mank - Delroy Lindo como Paul – Da 5 Bloods - Steven Yeun como Jacob Yi – Minari - Ben Affleck como Jack Cunningham – The Way Back - Riz Ahmed como Ruben Stone – Sound of Metal - Tom Hanks como Capitão Jefferson Kyle Kidd – News of the World | Melhor Atriz - Carey Mulligan como Cassandra "Cassie" Thomas – Promising Young Woman - Frances McDormand como Fern – Nomadland - Sidney Flanigan como Autumn Callahan – Never Rarely Sometimes Always - Vanessa Kirby como Martha Weiss – Pieces of a Woman - Viola Davis como Ma Rainey – Ma Rainey's Black Bottom - Andra Day como Billie Holiday – The United States vs. Billie Holiday - Zendaya como Marie Jones – Malcolm & Marie |
| Melhor Ator Coadjuvante - Daniel Kaluuya como Fred Hampton – Judas and the Black Messiah - Bill Murray como Felix Keane – On the Rocks - Paul Raci como Joe – Sound of Metal - Leslie Odom Jr. como Sam Cooke – One Night in Miami... - Chadwick Boseman como "Stormin'" Norman Earl Holloway – Da 5 Bloods - Sacha Baron Cohen como Abbie Hoffman – The Trial of the Chicago 7                                    | Melhor Atriz Coadjuvante - Maria Bakalova como Tutar Sagdiyev – Borat Subsequent Moviefilm - Glenn Close como Bonnie "Mamaw" Vance – Hillbilly Elegy - Ellen Burstyn como Elizabeth Weiss – Pieces of a Woman - Olivia Colman como Anne – The Father - Youn Yuh-jung como Soon-ja – Minari - Amanda Seyfried como Marion Davies – Mank                                                                                                  |
| Melhor Ator ou Atriz Jovem - Alan Kim como David Yi – Minari - Talia Ryder como Skylar – Never Rarely Sometimes Always - Ryder Allen como Sam – Palmer - Helena Zengel como Johanna Leonberger – News of the World - Ibrahima Gueye como Momo – La vita davanti a sé - Caoilinn Springall como Young Iris "Sully" Sullivan – The Midnight Sky                                                                      | Melhor Elenco - The Trial of the Chicago 7 - Da 5 Bloods - Judas and the Black Messiah - Ma Rainey's Black Bottom - Minari - One Night in Miami... |
| Melhor Roteiro Original - Emerald Fennell - Promising Young Woman - Aaron Sorkin – The Trial of the Chicago 7 - Abraham Marder e Darius Marder – Sound of Metal - Eliza Hittman – Never Rarely Sometimes Always - Jack Fischer – Mank - Lee Isaac Chung – Minari | Melhor Roteiro Adaptado - Chloé Zhao - Nomadland - Christopher Hampton e Florian Zeller – The Father - Jonathan Raymond e Kelly Reichardt – First Cow - Kemp Powers – One Night in Miami... - Luke Davies e Paul Greengrass – News of the World - Ruben Santiago-Hudson – Ma Rainey's Black Bottom |
| Melhor Cinematografia - 'Erik Messerschmidt - Mank - Christopher Blauvelt – First Cow - Dariusz Wolski – News of the World - Hoyte van Hoytema – Tenet - Joshua James Richards – Nomadland - Lachlan Milne – Minari - Newton Thomas Sigel – Da 5 Bloods | Melhor Edição - Alan Baumgarten – The Trial of the Chicago 7 - Mikkel E.G Nielsen - Sound of Metal - Chloé Zhao – Nomadland - Kirk Baxter – Mank - Jennifer Lame – Tenet - Yorgos Lamprinos – The Father |
| Melhor Figurino - Ann Roth – Ma Rainey's Black Bottom - Alexandra Byrne – Emma - Bina Daigeler – Mulan - Nancy Steiner – Promising Young Woman - Suzie Harman e Robert Worley – The Personal History of David Copperfield - Trish Summerville – Mank | Melhor Direção de Arte - Donald Graham Burt e Jan Pascale – Mank - Cristina Casali e Charlotte Dirickx – The Personal History of David Copperfield - David Crank e Elizabeth Keenan – News of the World - Karen O'Hara, Mark Ricker e Diana Stoughton – Ma Rainey's Black Bottom - Nathan Crowley e Kathy Lucas – Tenet - Stella Fox e Kave Quinn – Emma                                                                                |
| Melhor Trilha Sonora - Jon Batiste, Trent Reznor e Atticus Ross – Soul - Alexandre Desplat – The Midnight Sky - Emile Mosseri – Minari - James Newton Howard – News of the World - Jon Batiste, Trent Reznor e Atticus Ross – Soul - Ludwig Göransson – Tenet - Trent Reznor e Atticus Ross – Mank | Melhor Canção - "Speak Now" – One Night in Miami... - "Everybody Cries" – The Outpost - "Fight for You" – Judas and the Black Messiah - "Husavik" – Eurovision Song Contest: The Story of Fire Saga - "Io sì (Seen)" – La vita davanti a sé - "Tigress & Tweed" – The United States vs. Billie Holiday |
| Melhor Cabelo e Maquiagem - Ma Rainey's Black Bottom - Emma - Hillbilly Elegy - Mank - Promising Young Woman - The United States vs. Billie Holiday | Melhores Efeitos Visuais - Tenet - Greyhound - The Invisible Man - Mank - The Midnight Sky - Mulan - Wonder Woman 1984 |
| Melhor Filme de Comédia - Palm Springs - The Forty-Year-Old Version - Borat Subsequent Moviefilm - The King of Staten Island - On the Rocks - The Prom | Melhor Filme Estrangeiro - Minari - Estados Unidos - Colectiv • Romênia - Deux • França - Druk • Dinamarca - La Llorona • Guatemala - La vita davanti a sé • Itália |